# Terra Alta (novela)
Terra Alta es una novela del género policíaco escrita por Javier Cercas, publicada por la Editorial Planeta y ganadora de la 68.ª edición del Premio Planeta, concurso al que se presentó con el seudónimo de Melchor Marín -que se corresponde con el nombre del personaje principal de la novela-, y bajo el título de Cristales Rotos.

## Sinopsis
Un antiguo delincuente juvenil reconvertido en joven policía de los Mozos de Escuadra, por azares de su trabajo se ve destinado en la comarca catalana de Tierra Alta, un lugar donde nunca pasa nada pero en el que se ve envuelto en un tremendo crimen que le lleva a tener que resolver un triple asesinato.

## Premios
- Premio Planeta 2019

## Serie de televisión
En julio de 2024 comenzó el rodaje de la adaptación en formato serie de Terra Alta, original de Movistar Plus+, protagonizada por Miguel Bernardeau e Ivan Massagué.